# Jaouen Hadjam
Jaouen Djimmy Hadjam (* 26. März 2003 in Paris) ist ein algerisch-französischer Fußballspieler, der aktuell beim BSC Young Boys spielt.

## Karriere

### Verein
Hadjam begann seine fußballerische Ausbildung beim SFC Champagne 95 im Jahr 2009. 2011 wechselte er zur US Alfortville, ehe er drei Jahre später in die Jugendakademie von Paris Saint-Germain wechselte. Nur ein Jahr später jedoch, im Sommer 2015, unterschrieb er bei der US Créteil. 2018 wechselte er dann in die Jugend des Paris FC zurück in seine Geburtsstadt, die Hauptstadt Frankreichs. Im Januar 2019 unterschrieb er bereits im Alter von 15 Jahren seinen ersten offiziellen Vertrag bei den Parisern. Am ersten Spieltag der Saison 2020/21 kam Hadjam zu seinem Profidebüt in der Ligue 2 gegen den FC Chambly, als er direkt über 90 Minuten spielte, ohne zuvor jemals im Kader der Profimannschaft gestanden zu haben. Die gesamte Spielzeit 2020/21 beendete er mit sechs Ligaeinsätzen und einem Pokalspiel. In der Saison 2021/22 konnte er sich bereits häufiger durchsetzen und spielte in 23 Ligapartien für Paris. Bis Mitte Januar der Saison 2022/23 war er Stammkraft und bestritt elf Ligaspiele.
Nach Verhandlungen mit der US Salernitana entschied sich Hadjam im Januar 2023 für einen Wechsel in die Ligue 1 zum FC Nantes. Am 20. Spieltag stand er gegen Clermont Foot das erste Mal in der Ligue 1 auf dem Platz und bei dem 0:0-Unentschieden auch direkt über 90 Minuten. Im April 2023 wurde Hadjam kurzzeitig aus der Profimannschaft ausgeschlossen, nachdem er sich geweigert hatte sein Fasten aufgrund des Ramadan zu unterbrechen. Trainer Antoine Kombouaré stellte aber später klar, dass er seine Entscheidung respektiere und ihn nach der Zeit des Fasten wieder einsetzen würde.
Im Januar 2024 verließ er Frankreich nach einem Jahr wieder und wechselte zum BSC Young Boys in die Schweiz.

### Nationalmannschaft
Hadjam spielte von 2020 bis Ende 2022 für sämtliche Juniorennationalmannschaften Frankreichs bis zur U20-Nationalmannschaft. Mit der U19-Mannschaft nahm er an der U19-EM 2022 teil, als sein Land im Halbfinale ausschied und er nur einmal zum Zug kam.
Im März 2023 wurde Hadjam allerdings vom algerischen Nationaltrainer Djamel Belmadi in die A-Nationalmannschaft Algeriens berufen, nachdem er sich bereits Tage zuvor für sein Herkunftsland entschieden hatte. Am 27. März 2023 debütierte er schließlich, einen Tag nach seinem 20. Geburtstag in der Startelf für die algerische Nationalmannschaft in der Afrika-Cup-Qualifikation gegen Niger.